# Theódóra Mathiesen
Theódóra Mathiesen (ur. 5 kwietnia 1975) – islandzka alpejka.
W 1983 wygrała juniorskie mistrzostwa kraju w slalomie gigancie.
W 1996 została wicemistrzynią Islandii w slalomie z czasem 1:37,07 i slalomie gigancie z czasem 2:04,78.
Rok później ponownie wywalczyła 2. miejsce na mistrzostwach kraju w slalomie gigancie z czasem 2:06,14.
W 1998 brała udział w zimowych igrzyskach olimpijskich, na których wystartowała w slalomie i slalomie gigancie. Zarówno slalomu, jak i slalomu giganta nie ukończyła. Była chorążym islandzkiej kadry na tych igrzyskach. W tym samym roku wywalczyła brąz na mistrzostwach Islandii w slalomie z czasem 1:21,44 i slalomie gigancie z czasem 1:59,14, a także była 4. w kombinacji z czasem 1:04,75.
W ostatnich zawodach międzynarodowych wystąpiła w 2000.